# Resultados do Carnaval de Campo Grande em 2009
Resultados do Carnaval de Campo Grande em 2009.

## Escolas de samba
| Grupo Especial | Grupo Especial          | Grupo Especial | Grupo Especial |
| Colocação      | Escola                  | Pontos         | Ref.           |
| -------------- | ----------------------- | -------------- | -------------- |
| 1º             | Unidos de Vila Carvalho | 297            | [ 1 ]          |
| 2º             | Unidos do Cruzeiro      | 292            | [ 1 ]          |
| 3º             | Igrejinha               | 291            | [ 1 ]          |

| Grupo de Acesso | Grupo de Acesso         | Grupo de Acesso | Grupo de Acesso |
| Colocação       | Escola                  | Ref.            |                 |
| --------------- | ----------------------- | --------------- | --------------- |
| 1º              | Unidos do São Francisco | [ 2 ]           |                 |